# 子安光樹
子安光樹（日语：／ Koyasu Kōki，1994年1月9日—），日本男性配音員。出身於東京都。T's Factory所屬。
父親是配音員子安武人。

## 簡歷
子安光樹之所以決定成為一名配音員，是因為父親是一名配音員，在他身上有一部分是本身所欽佩的。父母告訴他「你應該成為一個普通的上班族，過著舒適的生活」，但他結果成為了一名配音員，因為本身很喜歡遊戲和動畫。
慶應義塾大學理工學院西研究所第10期畢業。
同時，他決定成為一名配音員，甚至還得到了研究所的推薦，所以當時他的父母告訴他「如果想成為一名配音員，你應該早點說」。
2020年3月13日公開的《決鬥大師》宣傳動畫中，首次與父親子安武人共同演出。同年4月，與父親一起主持廣播冠名節目《武人、光樹的KOYASU RADIO》。
2020年5月5日迎接父親的生日當天，在父親擔任代表董事社長的T's Factory的官方網站上線，同時公開了簡介。

## 人物
興趣：遊戲、吉他。特長：弓道、魔術方塊。
關於他的名字，他的父親武人說「這個名字原本是取自“子安是高貴的人”這個意思的雙關語（笑）」。但他又說「這有點過分了（笑）」，並補充道發音沒有改變，但使用了「（武人的）岳父和（武人的）母親的名字」。

## 演出

### 電視動畫
2019年
- 八月的棒球甜心（中學男子、藏元中央Senior選手）
- Fate/Grand Order -絕對魔獸戰線巴比倫尼亞-（迦勒底職員）

2020年
- 地縛少年花子君（藤、男學生A）
- 阿拉德：逆轉之輪（學霸羅伊）
- 我立於百萬生命之上（2020年—2021年，野村、馬卡希）2系列

2021年
- Hortensia SAGA 蒼之騎士團（科美利亞兵、教會騎士、奧爾坦西亞兵、王國騎士）
- Re:從零開始的異世界生活（第二代羅茲瓦爾）

2022年
- 徹夜之歌（凱）

2023年
- 暴食狂戰士（路克·巴爾巴特斯[9]）

2024年
- 鬼滅之刃 柱訓練篇
- 被稱為廢物的原英雄，被家裡流放後隨心所欲地活下去（卡提斯[10]）
- 闇影詩章F（阿升的朋友）
- 膽大黨（男學生A）

2025年
- 超超超超超喜歡你的100個女朋友（研究者C）

### 遊戲
2020年
- 惡魔72（2020年—2023年，塔納托斯[11]）

2021年
- 女神剖析 -起源-（日语：ヴァルキリーアナトミア -ジ・オリジン-）（白月的齊格菲[12]）
- 搭檔任務 秘密搜查組（日语：バディミッション BOND）（風雅〈幼少時期〉）
- 卡里古拉2（日语：Caligula2）（分配角[13]）

2023年
- 聖火降魔錄 Engage（菲奈[14]）
- 超偵探事件簿 霧雨謎宮（研究員、墜樓男子）
- SUSHI BEN[15]
- 幻塔（寒露）

2024年
- 百英雄傳（領隊[16]）
- 妖怪手錶 噗尼噗尼（日语：妖怪ウォッチ ぷにぷに）（死亡黑暗）

### 廣播節目
※記號表示網路廣播。
- 武人、光樹的KOYASU RADIO（2020年—，RADI友（日语：ラジ友））※[5]

### 電視節目
- All Night 聲優富士 -ALLNIGHT SAY YOU FUJI-（2021年1月）[17]

### 朗讀
- LIVE DRAMA「Double Dare Stories -side MESH-」（2019年3月30日，烏山區民會館）[18]

### 有聲漫畫
- 高良同學與天城同學（2022年，山崎[19]）
- 前輩，這不叫戀愛！（2022年，山田）
- （2022年，雷範[20]）

### 其它
- 超簡單！淺顯易懂 決鬥大師（[2]）
- （2024年，三風千晶[21]）

## 腳註

## 外部連結
- 子安光樹｜T's Factory （日語）
- 子安光樹的X（前Twitter） （日語）